# Ferrovia Giuncarico-Ribolla
La ferrovia Giuncarico-Ribolla, o ferrovia di Montemassi, è una linea ferroviaria mineraria che congiunge la stazione di Giuncarico, la quale sorge sulla ferrovia Tirrenica nel territorio comunale di Gavorrano, con il bacino minerario di Ribolla.
Il tratto Giuncarico-Poggiogirotondo (circa 4 km) è in esercizio come raccordo industriale in regime di manovra, mentre il restante percorso fino a Ribolla è stato disarmato.

## Storia
Nel XIX secolo il bacino minerario di Ribolla, che sorgeva al confine meridionale delle Colline Metallifere, godeva di una certa importanza grazie alla presenza, al suo interno, di due ricche cave di lignite aperte nel 1844. In un primo tempo, tuttavia, il trasporto del minerale estratto era reso difficoltoso dalla mancanza di vie di comunicazione adeguate: lo spostamento di lignite avveniva per mezzo di carri trainati da bestie da soma, che dovevano percorrere 8 o 12 km di strade dissestate per raggiungere il punto dove, nel 1864, fu realizzata la stazione di Gavorrano, sulla ferrovia Tirrenica.
La Società Anonima Stabilimento Metallurgico di Piombino, che eserciva le miniere, al fine di risolvere il problema promosse e finanziò la costruzione di una breve ferrovia mineraria che collegasse le cave alla ferrovia Tirrenica, apportando notevoli migliorie alla logistica della zona e promuovendo un deciso sviluppo delle miniere ribolline. La linea, lunga 11,8 km, avrebbe raggiunto la ferrovia Tirrenica all'altezza della stazione di Giuncarico e si sarebbe articolata in un primo tratto di 8,028 km a scartamento ordinario, piano e in gran parte rettilineo, che raggiungeva la miniera di Montemassi, seguito da un tratto a scartamento ridotto lungo 3,8 km, che prolungava la linea fino alla miniera di Tatti. La costruzione iniziò nel 1888 e terminò nel 1892, mentre l'inaugurazione della linea e della stazione di Giuncarico si tenne l'8 luglio dello stesso anno, questa realizzata con lo scopo di smistare i treni da e per la linea.
L'apertura della linea Giuncarico-Ribolla diede un grande impulso all'attività mineraria, ma l'anno successivo la società concessionaria fu autorizzata ad esercitare trasporto merci anche per conto di terzi, movimentando bestiame e derrate alimentari. Al contrario, la linea non fu mai destinata al trasporto di passeggeri, ad eccezione che durante la seconda guerra mondiale, quando la penuria di carburante per autotrazione costrinse la società esercente, nel frattempo divenuta la ditta Montecatini, ad improvvisare un servizio viaggiatori dedicato ai minatori. Nel 1944 l'esercito tedesco in ritirata distrusse il ponte ferroviario sul fiume Bruna e il materiale rotabile della linea, ma già all'inizio del 1945 la ferrovia era tornata in funzione grazie all'impiego di locomotive americane. Intanto, in località Castellaccia era stata aperta la cava di pietrisco della Bartolina, che si affidò alla ferrovia per lo spostamento del materiale ivi estratto.
Il 4 maggio 1954 si registrò il peggior incidente minerario della storia della Repubblica Italiana: lo scoppio di grisù in una miniera uccise 43 minatori. Il "disastro di Ribolla" condizionò notevolmente l'attività mineraria della zona che, già compromessa dal crollo del mercato della lignite, cessò definitivamente nel 1959 con la chiusura delle cave. Nel settembre 1960 una violenta alluvione danneggiò nuovamente il ponte sul Bruna spezzando la linea in due parti: il tronco a nord fu smantellato, ma il tratto a sud collegato alla ferrovia Tirrenica rimase in attività per una lunghezza residua di 9 km, destinato a servire la cava della Bartolina. La cava è ancora attiva nell'estrazione di pietrisco per massicciata e parte del tracciato, fino a Poggiogirotondo,  viene utilizzato per il trasporto degli inerti estratti.

## Caratteristiche
| Continuation backward |

| Non-passenger station/depot on track |

| 0+000     |
| (206+600) |

| Unknown route-map component "CONTgq" | Unknown route-map component "ABZgr" |  |

| Unknown route-map component "exnKSTRa" + Unknown route-map component "KINTe" |

| Unknown route-map component "exhnKRZWae" |

| Unknown route-map component "exhnKRZWae" |

| Unknown route-map component "exnKBHFe" + Unknown route-map component "exlINT" |

La linea è stata disarmata da Poggiogirotondo a Ribolla mentre nel tratto Giuncarico-Poggiogirotondo (~ 4 km) il binario è presente e agli anni novanta in esercizio come raccordo in regime di manovra.

## Traffico
Nei primi anni d'esercizio il traffico della linea era caratterizzato principalmente da lignite e dipendeva molto dalle necessità dei concessionari e dall'andamento del mercato, risultando perciò altalenante. Ad esempio nel 1894, a due anni dall'apertura, si registrarono 41 022 treni/km mentre nel 1910 il traffico risultò sostanzialmente dimezzato, con 20 872 treni/km. Il traffico di lignite cessò definitivamente sul finire del 1950.
Dal 1927 in località Bartolina iniziò l'attività della cava di Poggiogirotondo, generando i movimenti di pietrisco destinato all'allora azienda autonoma delle Ferrovie dello Stato. Negli anni novanta il traffico sulla linea era consistente per tutti i giorni feriali, con l'effettuazione di due/tre tradotte al giorno.

## Materiale rotabile

### A scartamento ordinario
Sulla linea lavorarono nel corso degli anni numerose locomotive di diversa fattura e provenienza. Il parco macchine, dal 1927 al 1959 in gestione alla Montecatini, comprendeva:
- locomotive "Montemassi" e "Ribolla" con rodiggio B, di costruzione Orestein & Koppel, matricole 2092 e 2899, rispettivamente del 1906 e 1909;
- locomotiva "Dora" con rodiggio D, matricola 1349 e costruita dalla Saint-Léonard di Liegi nel 1903, precedentemente in servizio sulla ferrocia Torino-Ciriè-Lanzo;
- locomotiva "Meda" con rodiggio C, matricola 1769 del 1880, ex Ferrovie Nord Milano;
- locomotiva "Santa Barbara" Borsig ex FS 828.001 ex FAL con rodiggio C;
- locomotive "Marina", costruzione Fonderie di Follonica, matricole SLM n. 99 del 1876 e Krauss n. 6373 del 1911;
- locomotiva "Machiavelli" con rodiggio B, costruzione Cantiere di Montecatini di Scarlino Scalo, Henschel n. 2038 del 1885, ex FMC.

Numerose macchine FS prestarono servizio tra il 1940 e il 1951, tra cui:
- quattro locomotive FS 831 con rodiggio C, in distacco dal deposito locomotive di Livorno Centrale;
- varie dai gruppi 835, 851 e 905.

Cessata l'attività mineraria di Ribolla, venne affidata a svariate locomotive FS 875 e 880 la trazione delle tradotte della Società Azionaria Industrie e Lavorazioni. Tali macchine erano tutte in distacco dal deposito di Siena e a turno in servizio anche a Grosseto.
Nel 1942 transitò sulla ferrovia un'automotrice Laviosa tipo II convertita a rimorchiata e utilizzata per espletare il servizio passeggeri dedicato ai minatori. Salvo poche eccezioni, i carri merci che circolarono sulla ferrovia erano tutti di proprietà delle Ferrovie dello Stato.
Cessato l'esercizio a vapore, la trazione sulla ferrovia venne affidata a varie locomotive diesel: la prima venne acquistata dalla SAIL, un Badoni tipo V/A n. 5182 del 1964 e motorizzata FIAT, anche in relazione alle ridimensionate entità del traffico. Il mezzo rimase coinvolto in un incidente nel 1983 durante l'attività di manovra, quando venne colpita uscendone distrutta da due carri cantiere sfuggiti dalla stazione di Gavorrano.
Successivamente, dato l'aumento della domanda di pietrisco, venne acquistata una macchina Krauss-Maffei del 1956, da 28 t, motorizzata MAN W6V 175/220 in grado di sviluppare 165 kW, pari a 225 CV, con cambio idraulico Voith L 33 con trasmissione a catena, capace di trasportare 500 t a massimo 25 km/h. Tale automotore era capace di trainare fino a una trentina di carri, pari a circa, dato il tipo di carri e il materiale trasportato, 700 t. Tale macchina venne radiata tra la fine degli anni ottanta e l'inizio degli anni novanta in occasione della grande revisione.
Negli ultimi anni di esercizio la trazione era affidata a un automotore tipo Köf, in noleggio dalla Gleismac, costruito dalla tedesca Gmeinder & C. di Mosbach nel 1959 e immatricolata come 323.679-1.

### A scartamento ridotto
Nella tratta a scartamento ridotto della linea circolarono numerose locomotive a vapore, elettriche con trolley o ad accumulatori e diesel. Sin dal 1913 le locomotive a vapore sostituirono la trazione animale su tale tratta, venendo progressivamente sostituite da locomotori elettrici o diesel, di cui però si hanno notizie frammentarie.